# NGC 1508
NGC 1508 è una galassia lenticolare situata nella costellazione del Toro, a una distanza di circa 339 milioni di anni luce dalla nostra Via Lattea.

## Scoperta
La galassia è stata scoperta il 15 dicembre 1876 dall'astronomo francese Édouard Stephan.